# Wraaktragedie

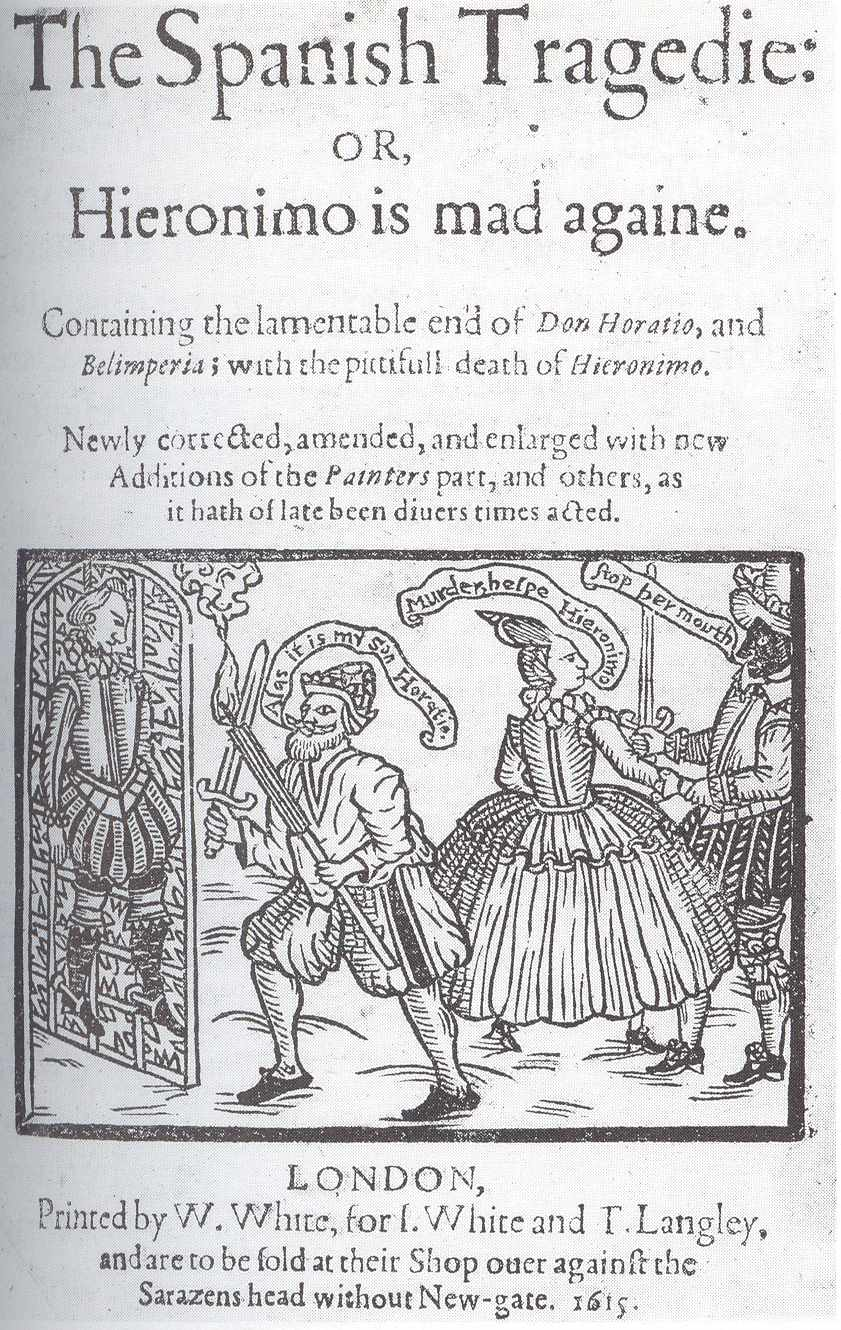
Titelblad van de wraaktragedie The Spanish Tragedy

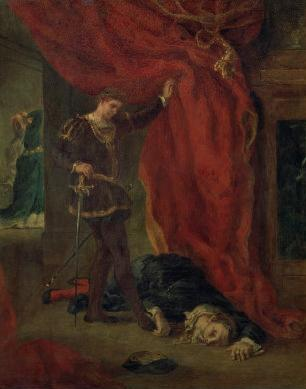
Hamlet voor het lijk van Polonius

Een wraaktragedie (van het Engelse revenge tragedy of revenge play) is een tragedie waarin het dramatisch doel van het hoofdpersonage vergelding of wraak is om hem aangedaan leed. Typerend voor deze theatervorm is het expliciet geweld dat wordt getoond in vaak bloederige taferelen. De wraaktragedie dankt haar ontstaan aan de Romeinse tragedieschrijver en filosoof Seneca. 
Enkele vroege elizabethaanse tragedies, zoals Gorboduc (1561) van Thomas Sackville en Thomas Norton, vertonen invloed van Seneca's tragedies. Het bekendste voorbeeld van een revenge tragedy tijdens de Engelse renaissance was echter Thomas Kyds The Spanish Tragedy. Onder invloed van dit stuk werd de wraaktragedie vooral in Engeland een populair genre. Een ander literair hoogtepunt van de wraaktragedie is William Shakespeares Hamlet. 

## Bloeiperiode 1590 tot 1630
Thomas Kyd pakte met zijn toneelstuk The Spanish Tragedy (1590) nog bloederiger uit dan Seneca: het element van 'met voorbedachten rade' speelde een veel grotere rol. De voorstelling van Kyds stuk bracht een schok teweeg bij het Engels publiek, want zoiets gruwelijks was nog nooit in Engeland vertoond. In Kyds stuk wordt Hieronimo, een Spaans edelman, tot waanzin gedreven door de moord op zijn zoon. Als hij tussen vlagen van krankzinnigheid door ontdekt wie de moordenaars zijn, plant hij zijn wraak zorgvuldig. Hij doodt de moordenaars en vervolgens zichzelf. De invloed van het stuk is duidelijk merkbaar in Shakespeares Hamlet (opgevoerd in 1600-1601) en andere toneelstukken uit die periode. De revenge tragedy bloeide vooral tijdens het bewind van Elizabeth I en Jacobus I. Voorbeelden van andere revenge plays zijn:
- Titus Andronicus van Shakespeare (opgevoerd in 1593-1594)
- Revenge of Bussy d'Ambois van George Chapman (opgevoerd in 1610)
- Tragedy of Hoffman van Henry Chettle (opgevoerd in 1602)
- Revenger's Tragedie van Thomas Middleton (1607).

Andere toneelstukken in de traditie van de wraaktragedie waren Christopher Marlowes The Jew of Malta, Cyril Tourneurs The Revenger's Tragedy, John Websters The Duchess of Malfi en John Fords 'Tis Pity She's a Whore.

## Bewerkingen voor film
Talrijke bewerkingen zijn van revenge plays gemaakt. Behalve verfilmingen van Hamlet horen hier ook bij:
- Edward II van Derek Jarman
- Titus van Julie Taymor
- Revengers Tragedy van Alex Cox
- Middleton's Changeling van Marcus Thompson
- The Cook, the Thief, His Wife, and Her Lover van Peter Greenaway is een origineel werk in de stijl van de revenge play.